# 로군 댐

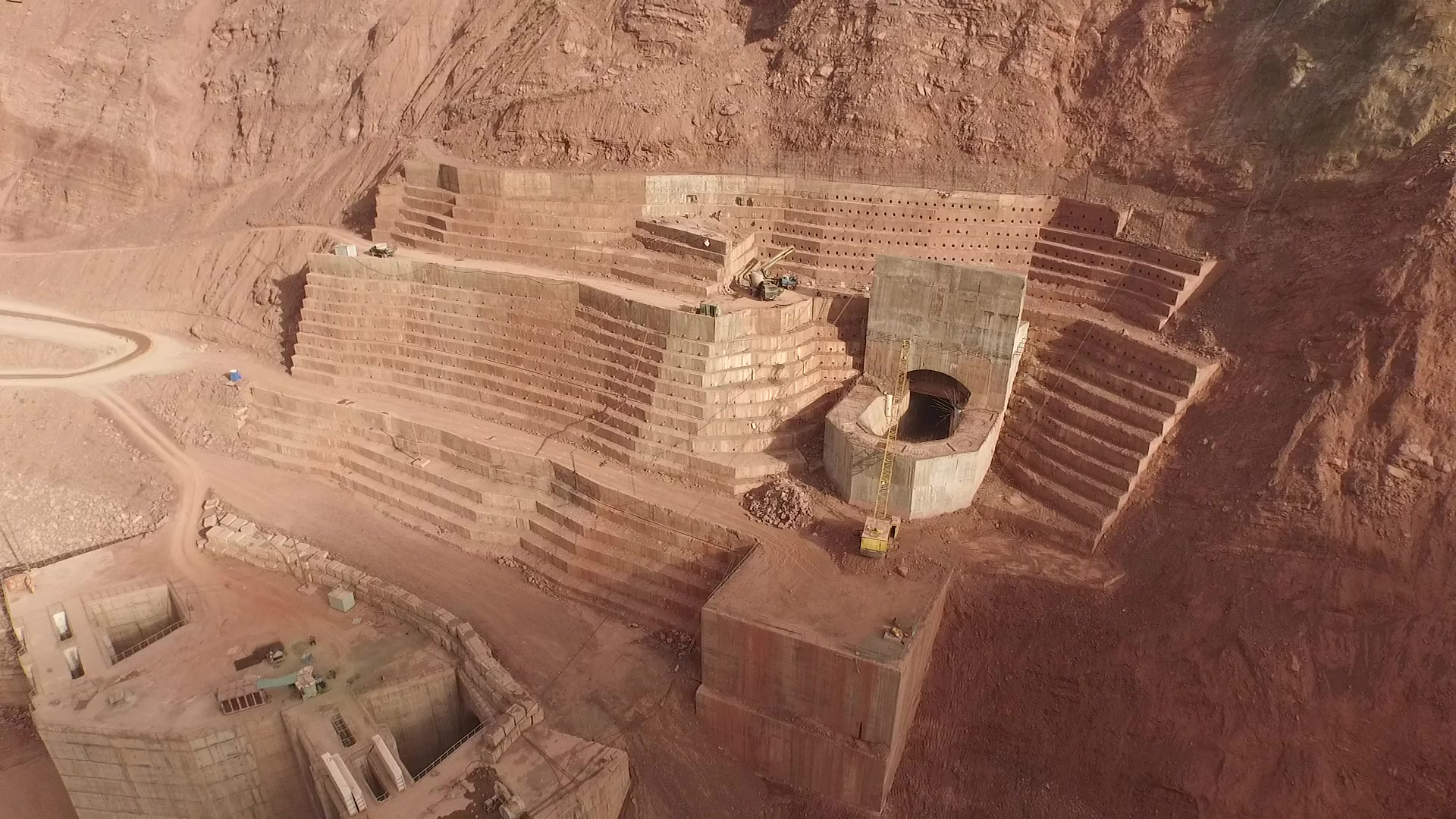
로군 댐 공사 현장

로군 댐 또는 로군 수력 발전소(타지크어: Нерӯгоҳи барқи обии Роғун, 러시아어: Рогунская ГЭС)는 타지키스탄 남부 바흐시강에 건설 중인 댐이다. 타지키스탄의 수도인 두샨베에서 110km 정도 떨어져 있으며 바흐시 폭포의 계획된 수력 발전소 가운데 하나이다. 댐의 높이는 335m, 고도는 1,232m로 예상된다.
댐 건설은 1976년에 소련 시대에 시작되었으나 소련의 붕괴 이후에 중단되었다. 30년이 넘는 세월 동안 댐은 예비 건설만 이루어졌다. 논란의 여지가 있는 상태로 인해 2012년 8월에 세계은행의 보고서가 발표될 때까지 공사가 중단되었다. 이 프로젝트는 2017년에 타지키스탄 정부에 의해 재개되었고 2018년 11월에 1호기가 시운전되었다.
이 댐은 수익성이 좋은 면섬유 작물에 부정적인 영향을 미칠 것을 우려하는 이웃 나라인 우즈베키스탄으로부터 불만을 사고 있다. 이 계획에 대한 논란은 옛 소련 공화국인 타지키스탄과 우즈베키스탄 간의 불편한 관계에 상당한 기여를 했다.

## 역사

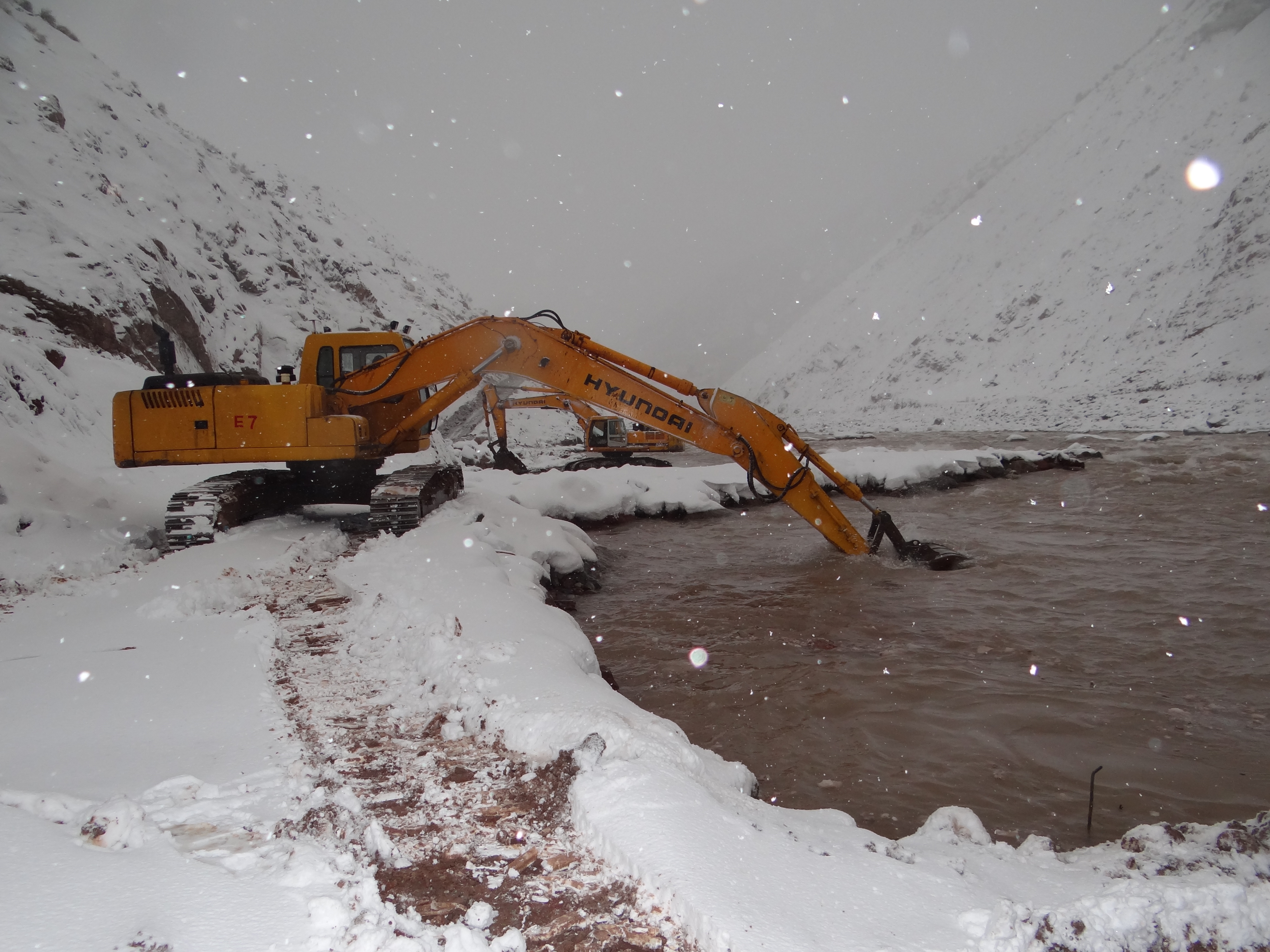
로군 댐 건설을 위한 준설 현장

로군 댐은 1959년에 처음 제안되었고 1965년에 기술적 계획이 개발되었다. 로군 댐 건설은 1976년에 시작되었지만 소련의 붕괴로 인하여 중단되었다. 1994년 타지키스탄과 러시아 사이에 로군 댐 건설 완료에 관한 협정이 체결되었다. 하지만 협정이 이행되지 않자 타지키스탄 의회는 이를 비난하는 성명을 발표했다.
2004년 10월에는 러시아의 알루미늄 제련 및 제조 기업인 루살이 로군 공장을 완공하고 새로운 알루미늄 공장을 건설하는 한편 타지키스탄 투르순조다에 위치한 알루미늄 제련소를 재건하기로 합의했다. 2007년 2월에는 이 댐을 완공하기 위한 러시아와 타지키스탄 간의 새로운 파트너십이 발표되었지만 러시아는 해당 프로젝트의 지배 지분에 대한 의견 차이로 인해 거절했다. 2008년 5월에는 타지키스탄 정부가 로군 댐 건설이 재개되었다고 발표했다. 2010년 12월에는 1번째 하천 우회 터널이 보수 과정을 거쳤고 2번째 터널은 2011년 6월 또는 7월에 준공될 예정이라고 밝혔다. 로군 댐 건설은 2012년 8월에 세계은행의 평가가 내려지기 이전까지 중단되었다.
2010년에는 타지키스탄 정부가 로군 댐 건설을 완료하기 위한 14억 미국 달러를 모금하기 위한 기업공개를 시작했다. 2010년 4월 26일까지 타지키스탄 정부는 2년 동안의 건설에 필요한 1억 8,400만 미국 달러를 모금했다. 2016년 7월 1일에는 로군 댐 건설 프로젝트를 담당하고 있는 타지키스탄 국가위원회가 이탈리아의 건설 회사인 살리니 임프레질로(Salini Impregilo)를 통해 39억 미국 달러에 건설하기로 결정했다. 이 프로젝트는 4개의 부분으로 나뉘는데 가장 비싼 것은 약 19억 5천만 달러의 비용이 드는 335m 높이의 석괴댐을 건설하는 것이다. 2016년 10월 29일에는 타지키스탄의 에모말리 라흐몬 대통령이 공식적으로 로군 댐 건설을 시작했다. 이 행사에서 강의 흐름은 우회 터널을 통해 의례적으로 우회되었다. 수력 발전소 1호기는 2018년 11월에, 2호기는 2019년까지 시운전될 예정이다.

## 기술 설명

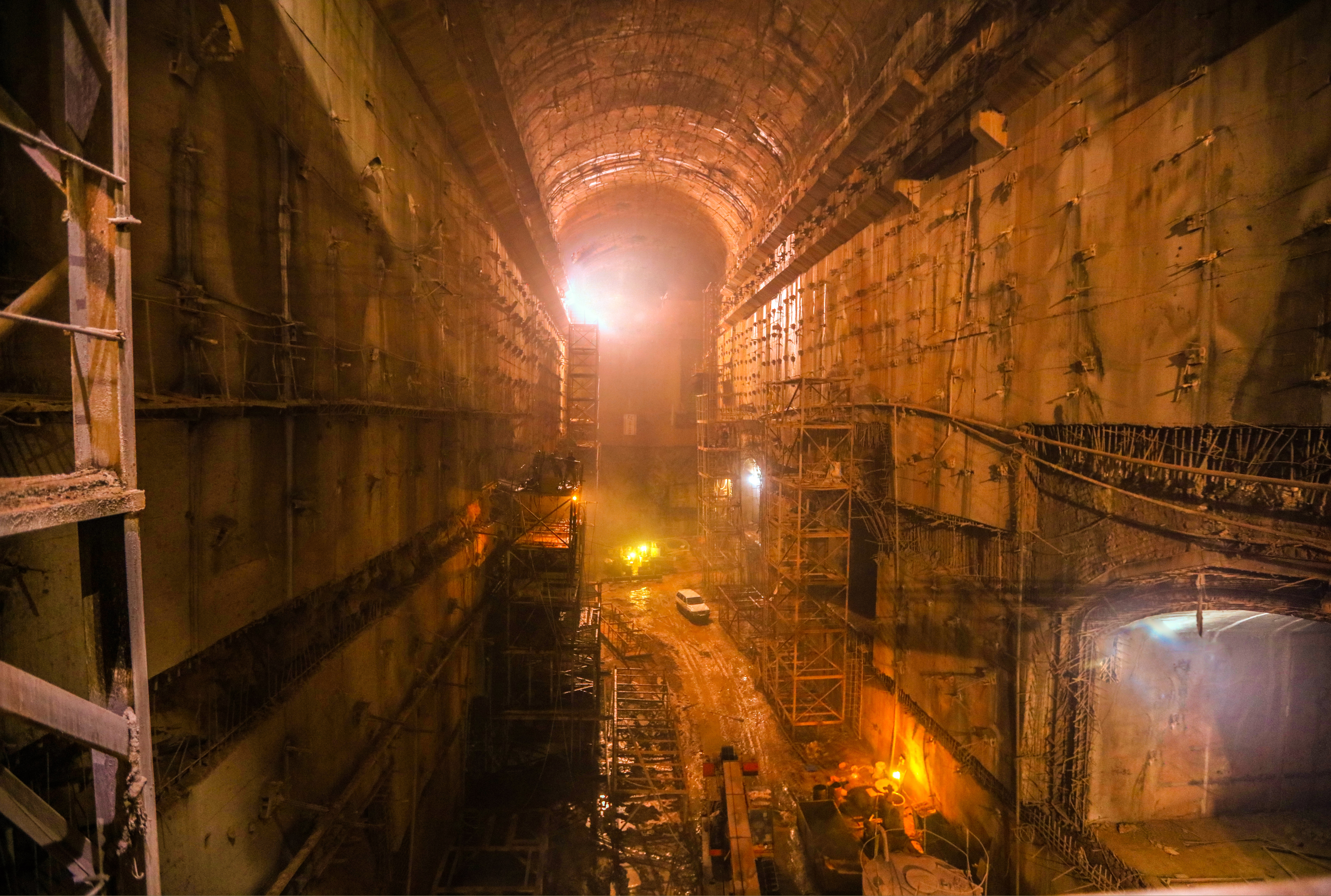
로군 댐 터널 공사 현장

로군 댐은 335m 높이로 세계에서 가장 높은 댐으로 기록되었지만 이것은 예상 높이이다. 1993년 홍수로 파괴되기 이전까지 댐의 높이는 약 60.96m에 불과했다. 2014년 기준으로 3개 사업이 검토 중에 있었는데 원래 기획되었던 335m, 대안인 300m, 265m 모두 장단점이 있다.
수력 발전소에는 총 3,600MW 용량의 터빈 6개가 설치될 예정인데 완공되면 연간 17.1TWh의 전력을 생산할 수 있을 것으로 기대된다.

## 영향 평가
세계은행은 인접국, 특히 우즈베키스탄의 요청에 따라 코인 에 벨리에(Coyne et Bellier), 일렉트로컨설트(Electroconsult), IPA 에너지+수자원 경제학(IPA Energy + Water Economics) 컨소시엄이 실시하는 기술 경제 평가, 푀위뤼(Pöyry)가 실시하는 환경 사회 영향 평가에 자금을 지원했다. 원래 2012년 2월에 발표될 예정이었던 보고서는 2014년 중반으로 연기되었다.
기술 경제 평가 보고서는 2014년 6월 16일에, 환경 사회 영향 평가 보고서는 2014년 7월에 각각 발행되었다. 환경 사회 영향 평가 보고서는 전반적으로 "대부분의 영향은 다소 작고 완화가 필요한 경우에 쉽게 완화된다."며 "부정적 효과가 강하기 때문에 완화가 불가능하다."는 범주에 대한 영향은 없으며 이는 프로젝트에 대한 거부로 간주되어야 한다고 밝혔다. 중앙아시아 국가를 포함한 모든 당사국들은 2014년 7월에 카자흐스탄 알마티에서 제5차 하천 회의를 개최하여 환경 사회 영향 평가와 기술 경제 평가의 조사 결과를 논의했다.

## 국제적인 긴장
이 프로젝트는 면섬유 관개 시스템에 대한 댐의 영향에 대해 우즈베키스탄과의 긴장을 고조시켰다. 2010년 2월에는 우즈베키스탄의 샤브카트 미르지요예프 총리가 타지키스탄의 에모말리 라흐몬 대통령에게 서한을 보내 댐의 가능한 결과에 대한 독립적인 조사를 요구했다. 2010년 10월에는 우즈베키스탄의 이슬람 카리모프 대통령이 로군 수력 발전소를 "어리석은 프로젝트"라고 불렀다.
그러나 우즈베키스탄 정부는 2018년에 로군 댐 건설에 대한 반대를 철회했다. 2018년 7월 5일에는 우즈베키스탄의 압둘라지즈 코밀로프 외무장관이 텔레비전 방송에 출연해 "앞으로도 건설하되, 우리는 당신이 서명한 이러한 협약에 따라 일정한 보증을 지키고 있다."고 말했다.